# Yazata

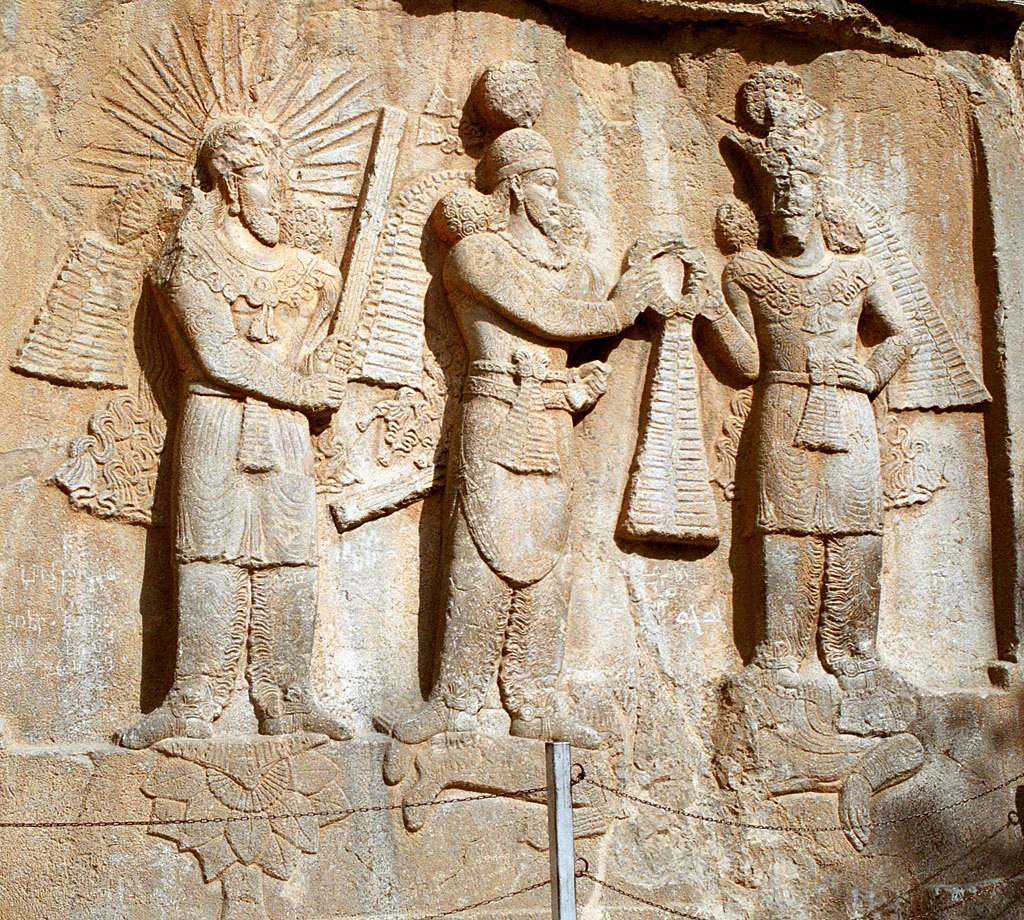
Investiture d'Ardachîr II représentant Mithra derrière et Ahura Mazda en face du roi

Yazata est un mot avestique pour décrire un concept du zoroastrisme. Le mot possède un large éventail de significations mais prend généralement le sens de divinité. Le terme signifie littéralement « digne d'adoration » ou « digne de vénération »,. Compte tenu de l'évolution du concept de divinité dans le monde iranien, le terme Yazata peut faire remonter aux premiers textes du livre sacré Avesta qui sont attribués au prophète Zoroastre (Zarathoustra), fondateur du zoroastrisme.

## Étymologie
Yazata est à l'origine un adjectif de la langue avestique dérivé de la racine verbale yaz signifiant adorer, honorer, ou encore vénérer. De la même racine vient Yasna ayant pour sens : « culte, sacrifice, oblation, ou prière ». Un yazata est en conséquence « un être digne d'adoration » ou « un être saint ».
Yazata possède une forme nominative fléchie yazatō (pl. yazatåŋhō). Ces formes reflètent le terme Proto-iranien yazatah (pl. * yazatāhah). En Pehlevi le terme est devenu Yazad ou Yazd (pl. Yazdan). Il existe des termes connexes dans d'autres langues ; en sanskrit yájati « il adore, il sacrifie », yajatá « digne d'adoration, saint », et peut-être aussi en grecs le terme ἅγιος hagios « consacrés aux dieux, sacré, sacré ».
Dans le dictionnaire comparatif de Julius Pokorny sur les langues indo-européennes, l'auteur considère les termes yazata-, yaz, Yasna, yájati, ἅγιος hagios d'être tous des dérivés d'une racine indo-européenne commune IAG ʲ - (i̪ag'-) « vénérer religieusement ». Toutefois, certains auteurs tels que Calvert Watkins dans The American Heritage Dictionary of the English Language, ne donnent aucune indication que le terme grec ἅγιος hagios soit considéré comme un reflet de cette racine proto-indo-européenne.

## Dans l'Écriture
Le terme yazata était déjà utilisé dans les gathas, les textes les plus anciens du zoroastrisme, et aurait été composé par Zoroastre lui-même. Dans ces hymnes, yazata est utilisé comme un terme générique, appliqué à Dieu ainsi que pour les « étincelles divines », et plus tardivement comme Amesha Spenta. Dans les Gathas, le yazata est effectivement ce que le daeva (ou dive) n'est pas. Le yazata doit être adoré tout comme le daeva doit être rejeté.
Les Gâthâs de l'Avesta ancien invoquent également collectivement les yazatas sans préciser quelles entités sont invoquées et il n'est généralement pas possible de déterminer si ces yazatas sont des concepts abstraits ou sont des entités manifestes. Parmi les Yazatas invoqués par le poète des Gathas on trouve Sraosha, Ashi, Geush Tashan, Geush Urvan, Tushnamaiti et Iza.
Dans l'Avesta tardif, les yazatas sont sans ambiguïté des divinités mais qui accomplissent des tâches banales comme servant de chars pour d'autres divinités. Certaines sont décrits avec des attributs anthropomorphiques, comme tenant une massue ou portant une couronne sur la tête.
À la fin du Ve ou au début du IVe siècle av. J.-C., les Achéménides ont institué un calendrier religieux dans lequel chaque jour du mois était nommé d'après un yazata particulier, et placé sous sa protection.

## Dans la tradition
Les textes du IXe au XIIe siècle de la tradition zoroastrienne décrivent les yazatas de la même manière que les hymnes de l'Avesta tardif. Mais ils attribuent aussi des caractéristiques cosmologiques ou eschatologiques.
Par exemple, Anahita est une divinité des eaux ainsi que la rivière qui entoure le monde, qui est contraint par Ahriman provoquant ainsi la sécheresse. La contrainte est éliminée par Verethragna et Tishtrya qui recueillent les eaux et les répandent sur la terre (Zam) sous forme de pluie. Dans les textes avec une signification eschatologique, Sraosha, Mithra, et Rashnu sont les gardiens du Pont de Chinvat, le pont du séparateur, à travers lequel toutes les âmes doivent passer.
En outre, ce que les dédicaces calendaires avaient commencé, la tradition l'a terminé : au sommet de la hiérarchie était Ahura Mazda, soutenu par les Amesha Spenta avec lesquelles il a créé l'univers. Les Amesha Spentas étaient eux-mêmes assistés par les hamkars, gardiens de l'une des facettes de la création.
Dans la tradition et l'écriture, les termes de Amesha Spenta et yazata sont parfois utilisés de manière interchangeable. En général, cependant, Amesha Spenta signifie les six grandes « étincelles divines ». Dans la tradition, yazata est le premier des 101 épithètes d'Ahura Mazda. Le terme est parfois appliqué à Zoroastre lui-même, mais les zoroastriens restent très critiques à toute tentative de divinifier le prophète.

## Dans le mazdéisme
Avant la réforme zoroastrienne, les Iraniens pratiquaient une religion proche de celle des Aryens. Le grand dieu des Iraniens était Ahura Mazda, avec autour de lui, d'autres divinités (les yazatas) qui incarnaient les grandes forces, les présences qui animent la nature. Parmi eux, il y avait :
- Mithra, le dieu pasteur et guerrier, le dieu de la pluie et de la prospérité, le justicier[6].
- Ardvisoura Anahita, « l'Immaculée », représentant les puissances de l'amour et de la fécondité, qui règne sur les eaux terrestres[6].
- Haoma, dieu de la plante dont on tire une boisson, le soma, qui permet de rentrer dans un état d'extase, et utilisé lors des cultes[6].
- Fravarti, les esprits des morts, bons avec les hommes de foi dans l'au-delà, ou redoutables avec les hommes mauvais[6].